# Зуев, Алексей Михайлович
Алексей Михайлович Зуев (1922—1952) — лейтенант Рабоче-крестьянской Красной Армии, участник Великой Отечественной войны, Герой Советского Союза (1944).

## Биография
Алексей Зуев родился 29 августа 1922 года в деревне Фёдоровское (ныне — Угранский район Смоленской области). После окончания школы-семилетки работал финансовым агентом в Семлёвском районе. В 1940 году окончил курсы механизаторов сельского хозяйства, после чего работал трактористом в машинно-тракторной станции. 
В июле 1941 года Зуев был призван на службу в Рабоче-крестьянскую Красную Армию. С сентября того же года — на фронтах Великой Отечественной войны. Участвовал в боях под Ленинградом. В 1943 году окончил Пензенское миномётное училище, после чего вернулся на фронт. Участвовал в освобождении Смоленской области, Духовщины, Великих Лук. К июню 1944 года лейтенант Алексей Зуев был комсоргом батальона 353-го стрелкового полка 47-й стрелковой дивизии 6-й гвардейской армии 1-го Прибалтийского фронта. Отличился во время освобождения Белорусской ССР.
26 июня 1944 года Зуев переправлялся через Западную Двину в составе своей роты. Когда погибли все командиры, он взял командование ротой на себя и поднял её в атаку, вплавь добравшись до занятого противником берега. Роте удалось захватить плацдарм и удержать его до подхода основных сил. Во время боя за железнодорожную станцию Оболь Зуев вновь поднял в атаку группу советских бойцов и командиров и ворвался в немецкую траншею, лично уничтожив 15 вражеских солдат и 2 офицеров, подорвал станковый пулемёт и миномёт с расчётами. Также неоднократно отличался в боях на подступах и непосредственно в Полоцке.
Указом Президиума Верховного Совета СССР от 22 июля 1944 года за «образцовое выполнение боевых заданий командования на фронте борьбы с немецкими захватчиками и проявленные при этом отвагу и геройство» лейтенант Алексей Зуев был удостоен высокого звания Героя Советского Союза с вручением ордена Ленина и медали «Золотая Звезда» за номером 3847.
В августе 1944 года Зуев получил тяжёлое ранение и в октябре того же года был уволен в запас. Вернулся на родину, позднее переехал в Полтаву. Скоропостижно скончался 16 ноября 1952 года, похоронен в Полтаве.
Был также награждён рядом медалей.